# Јован Јуродиви
Блажени Јован Јуродиви, Јован Устјужки је руски православни светитељ из 15. века.
Рођен у околини града Устјуга, у селу Пухову. Након смрти оца његова мајка је отишла у манастир Свете Тројице. Тамо се замонашила и убрзо изабрана за игуманију. За све време држала је сина поред себе. Тамо је Јован узео изглед јуродивог.
Напустивши манастир, дошао је у град Устјуг, где се настанио у црквеној кућици близу саборне цркве Успења Пресвете Богородице. Одмарао на ђубришту, и ишао је потпуно наг, само се препасивао једном подераном кошуљом. Трпео је увреде, подсмевања и батине лакомислених људи. Стално је трпео глад и жеђ, и при томе ни од кога ништа није узимао.
Умро је 29. маја 1494. године.
Православна црква га прославља 29. маја по јулијанском календару.